# Mareca
Mareca és un gènere d'ocells de la família dels anàtids (Anatidae), amb una sèrie d'espècies, antany incloses al gènere Anas.

## Taxonomia
Mareca era antany considerat un subgènere dins el gènere Anas. L'any 2009 es va publicar un estudi que comparava seqüències d'ADN mitocondrial, que demostrava que el gènere Anas no era monofilètic i cinc de les espècies que incloïa van ser traslladades al recuperat gènere Mareca, que havia estat introduït en 1824 pel naturalista anglès James Francis Stephens, amb l'ànec xiulador eurasiàtic com espècie tipus.

El nom del gènere prové de la paraula portuguesa Marreco.

Actualment, dins quest gènere s'incluen 6 espècies, una d'elles extinta:
- ànec xiulador eurasiàtic - Mareca penelope.
- ànec xiulador nord-americà - Mareca americana.
- ànec xiulador sud-americà - Mareca sibilatrix.
- ànec griset - Mareca strepera.
- xarxet falçat - Mareca falcata.
- ànec de l'illa d'Amsterdam - Mareca marecula.